# Spurbuch
Spurbücher (französisch Signe de Piste) sind erfolgreiche Abenteuerbücher verschiedener Serien, die seit 1937 ursprünglich im Alsatia-Verlag Colmar-Paris erschienen sind. Insgesamt wurden bislang knapp 500 Titel veröffentlicht, die meist von den Erlebnissen und Fahrten  französischer Pfadfinder handeln.
Allein in der Ursprungsserie erschienen bis 1970 201 verschiedene Bücher, die später teilweise mehrfach neuaufgelegt wurden. Es folgten 78 Titel in der Serie Safari Signe de Piste (bis 1974), 146 Titel unter Le Nouveau Signe de Piste (bis 1990), 17 Titel in der Edition Proost (bis 1992), 35 Titel in der Edition Fleurus sowie weitere Nebenserien wie Signe de Piste junior. Übersetzt wurden manche Ausgaben unter anderem ins Deutsche, Portugiesische und Türkische.
Einige Bücher erreichten eine Millionenauflage, darunter die Prinz-Erik-Serie und Die Bande der Ayacks.

## Autoren
Es gibt insgesamt knapp 200 Autoren, die bekanntesten Werke stammen von Serge Dalens, Jean-Louis Foncine und Guy de Larigaudie. Bekannte Autoren deutscher Spurbücher sind Herbert Leger, Arno Klönne, Otto Lohmüller und Karlhermann Bergner.
Von Wolfgang Ecke wurden die Romane Flucht und Das Geheimnis des weißen Raben übersetzt und erschienen als französische Spurbücher.
Mehrere Bücher wurden unter Pseudonymen veröffentlicht. So verwendeten Jean-Louis Foncine und Serge Dalens zusammen den Namen Mik Fondal; Serge Dalens selbst ist das Pseudonym von Yves de Verdilhac, Jean-Louis Foncine das von Pierre Lamoureux.

## Zeichner
Die meisten Illustrationen und Coverbilder stammen von Pierre Joubert (1910–2002). Weitere Zeichner waren Michel Gourlier, Walter Rieck, Pierre Forget, Emmanuel Beaudesson und andere.

## Deutsche Veröffentlichungen
Deutsche Übersetzungen erschienen ab  1948 zunächst im Alsatia Verlag Colmar, ab 1959 auch in der Dependance Alsatia Freiburg. Später erschienen einzelne Titel auch in anderen Verlagen, wie Arena oder Loewe. Seit 1982 erscheinen im Spurbuchverlag Baunach etwa 20 Titel, darunter einige Erstveröffentlichungen.

## Weitere Medien
Es erschienen mehrere Comics (Heftserien), die teils auch ins Niederländische übersetzt wurden (Serie Collectie Code), sowie mehrere Hörspiele und Filme.